# Radio Sunrise
Radio Sunrise war ein Piratensender, der von Ostern 1977 bis Pfingsten 1982 aus dem kleinen Ort Eikeloh auf der Mittelwellenfrequenz 1485 kHz sendete.

Logo von Radio Sunrise

## Geschichte

### Vorgeschichte
Ab 1964 sendeten britische Seesender wie Radio Caroline und Wonderful Radio London von Schiffen im internationalen Gewässer aus. Diese Sender spielten in erster Linie populäre Musik für jugendliche Hörer, welche von dem öffentlich-rechtlichen Rundfunk in dieser Zeit kaum berücksichtigt wurde. Im Jahr 1967 trat der Marine Broadcasting Offences Act in Kraft, infolge dessen bis zum Frühjahr 1968 alle britische Seesender ihren Sendebetrieb eingestellt hatten. Die niederländischen Sender wie Radio Veronica oder Radio Northsea International sendeten noch einige Jahre länger, bis sie ihren Betrieb ebenfalls einstellten mussten. Das Verschwinden der Sender inspirierte den Lippstädter Franz-Ludwig Pohlmeier dazu, die entstandene Lücke durch einen eigenen lokalen Schwarzsender zu schließen.

### Anfänge und Sendebetrieb
Den Anfang machte Franz-Ludwig Pohlmeier Alias Roger Clarke und später als Paul Meier bekannt in Lippstadt. Von dort gingen Paul und seine Freunde auf der Mittelwellenfrequenz 1394 kHz unter dem Namen Swinging Radio Europe auf Sendung. Der Name war in Anlehnung an die Piratenstation Swinging Radio England ausgewählt worden. Im Januar 1977 stoppten die Macher den Sendebetrieb, weil befürchtete wurde ins Visier der Deutschen Bundespost (der damaligen Genehmigungsbehörde für Funksendeanlagen) geraten zu sein.
Unter dem neuen Namen Radio Sunrise startete das Team nach dem Inkrafttreten des Genfer Wellenplans (November 1978) auf der neu ausgewählten Mittelwelle 1485 kHz. Ab diesem Zeitpunkt wurden jedes Wochenende 20 Stunden Rockmusik gesendet. Das zehnköpfige DJ-Team arbeitete dabei nach einem festgelegten Schema und erhielt über ein Bielefelder Postfach viele positive Rückmeldungen. Der Sendebetrieb konnte fünf Jahre lang aufrechterhalten werden, bis am Pfingstsonntag 1982 gegen 17.35 Uhr die Polizei mit Hilfe eines Peilwagens der Deutschen Bundespost den Sender ortete und beschlagnahmte.

### Weitere Entwicklung
Das Ende von Radio Sunrise verbunden mit viel Zuspruch aus der Bevölkerung führte im Jahr 1985 zu der Gründung von Radio Lippeland e.V. Dieser neue Bürgerfunk ging dank eines neuen Rundfunkgesetzes und dem Start vom Hellweg Radio 1990 das erste Mal auf Sendung.
Am 1. März 2012 startete ein Internet-Sender unter dem Namen Radio Sunrise. Beteiligt daran waren unter anderem Mitarbeiter des ursprünglichen Senders.